# Medicago scutellata
Medicago scutellata é uma espécie de planta com flor pertencente à família Fabaceae. 
A autoridade científica da espécie é (L.) Mill., tendo sido publicada em The Gardeners Dictionary: eighth edition Medicago no. 2. 1768.
Os seus nomes comuns são luzerna-escudelada ou luzerna-rugosa.

## Portugal
Trata-se de uma espécie presente no território português, nomeadamente em Portugal Continental.
Em termos de naturalidade é nativa da região atrás indicada.

## Protecção
Não se encontra protegida por legislação portuguesa ou da Comunidade Europeia.